# Sòl de Mart

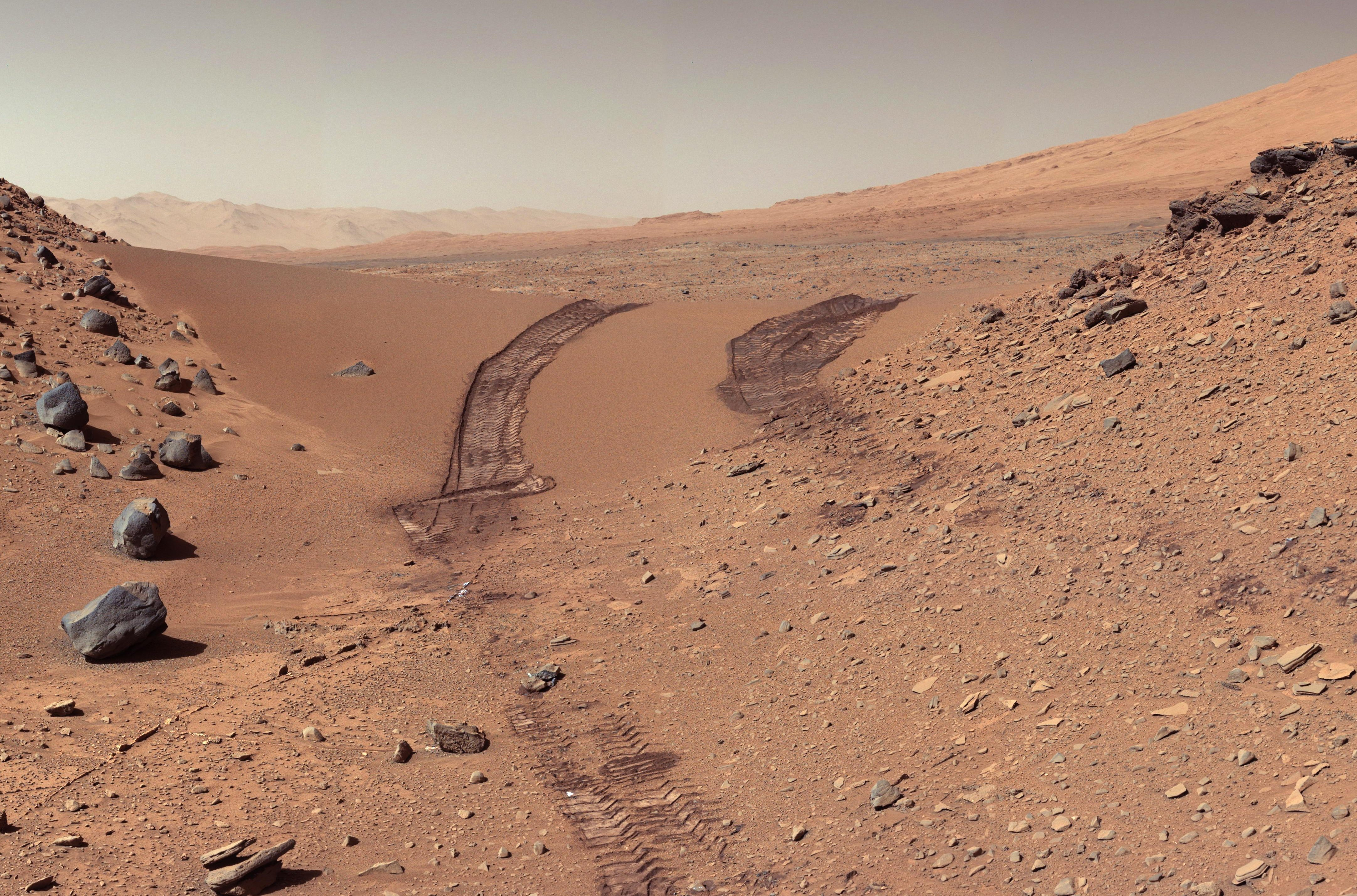
Curiosity vista de Mart sòl i roques després de creuar el' Dingo Gap ' duna de sorra (9 de febrer de 2014; imatge transformada a la Terra-com vista atmosfèrica, imatge original).

El sòl de Mart és la regolita que es troba a la superfície de Mart. Les seves propietats poden diferir significativament de les del sòl terrestre, inclosa la seva toxicitat a causa de la presència de perclorats. El terme sòl marcià normalment es refereix a la part més fina de la regolita. Fins ara, no s’han retornat mostres a la Terra, tot i que existeix una missió amb aquest propòsit, però el sòl s’ha estudiat remotament amb l'ús d'astromòbils i satèl·lits.
A la Terra, el terme "sòl" sol incloure contingut orgànic, però els científics planetaris adopten una definició funcional del concepte sòl per distingir-lo de les roques. Les roques es refereixen generalment a materials de més de 10 cm amb una inèrcia tèrmica elevada i immòbils. En conseqüència, les roques es classifiquen com a grans que superen la mida de les cobble a l'escala de Wentworth.
Aquest enfocament permet l'acord entre els mètodes de teledetecció marcià que abasten l'espectre electromagnètic des de les ones gamma fins a les ràdios. "Sòl" es refereix a tots els altres materials, típicament no consolidats, inclosos els de gra prou fi per ser moguts pel vent. En conseqüència, el sòl comprèn una gran varietat de components com la pols, fragments rocosos i sorra. La definició funcional reforça una definició genèrica del sòl recentment proposada en cossos terrestres (inclosos asteroides i satèl·lits) com una capa superficial no consolidada i resistida químicament de material mineral o orgànic de gra fi que supera el gruix de l'escala dels centímetres, amb o sense elements gruixuts i porcions cimentades.
La pols marciana es refereix a fraccions de meny de 30 micròmetres de diàmetre. El desacord sobre la importància de la definició del sòl sorgeix a causa de la manca d'un concepte integrat de sòl a la literatura. La definició pragmàtica "mitjà per al creixement de les plantes" s'ha adoptat habitualment a la comunitat de ciències planetàries, però una definició més complexa descriu el sòl com "material (bio) alterat geoquímicament o geofísicament a la superfície d'un cos planetari que engloba dipòsits tel·lúrics extraterrestres superficials". Aquesta definició subratlla que el sòl és un cos que conserva informació sobre la seva història ambiental i que no necessita la presència de vida per formar-se.

## Toxicitat
El sòl marcià és tòxic, a causa de les altes concentracions de compostos de perclorat que contenen clor. El clor elemental va ser descobert per primera vegada durant investigacions de l'astromòbil Mars Sojourner i ha estat confirmat per l'Spirit, l'Opportunity, el Curiosity i el Mars Odyssey.
La sonda Phoenix de la NASA va detectar per primera vegada compostos a base de clor com el perclorat de calci. Els nivells detectats al sòl marcià ronden el 0,5%, un nivell considerat tòxic per als humans. Aquests compostos també són tòxics per a les plantes. Un estudi terrestre del 2013 va trobar que un nivell de concentració similar al trobat a Mart (0,5 g per litre) podria provocar:
- una disminució significativa del contingut de clorofil·la a les fulles de les plantes,
- una reducció del poder oxidant de les arrels de les plantes
- una reducció de la mida de la planta tant sobre com sota terra
- una acumulació de perclorats concentrats a les fulles

L'informe va assenyalar que un dels tipus de plantes estudiats, Eichhornia crassipes, semblava resistent als perclorats i es podria utilitzar per ajudar a eliminar les sals tòxiques del medi ambient, tot i que les pròpies plantes acabarien contenint una alta concentració de perclorats.
Hi ha proves que algunes formes de vida bacterianes són capaces de superar els perclorats i fins i tot viure d'ells. No obstant això, l'efecte afegit dels alts nivells de rajos ultraviolats que arriben a la superfície de Mart trenca els enllaços moleculars, creant substàncies químiques encara més perilloses que en proves de laboratori a la Terra.

### Risc de pols
La NASA ha reconegut durant molt temps del perill potencial per a la salut humana de la fina pols marciana. Un estudi de 2002 va advertir sobre l'amenaça potencial i es va dur a terme un estudi amb els silicats més comuns trobats a Mart: olivina, piroxè i feldespat. Es va trobar que la pols reaccionava amb petites quantitats d'aigua per produir molècules molt reactives que també es produeixen durant la mineria del quars i que se sap que produeixen malalties pulmonars, com també càncer. L'estudi també va assenyalar que la pols lunar pot ser pitjor.
Després d'això, des del 2005, el Grup d'Anàlisi del Programa d'Exploració de Mart (MEPAG) de la NASA té com a objectiu determinar els possibles efectes tòxics de la pols sobre els humans. El 2010, el grup va assenyalar que, tot i que el Phoenix Lander i els astromòbils Spirit i Opportunity havien contribuït a respondre a aquesta pregunta, cap dels instruments no ha estat adequat per mesurar els agents cancerígens que preocupen.
La missió Mars 2020 és una missió d'astrobiologia que també realitzarà mesures per ajudar els dissenyadors d'una futura expedició humana a comprendre els perills que comporta la pols marciana. Utilitza els següents instruments relacionats:
- MEDA, un conjunt de sensors atmosfèrics que mesuren, entre d'altres, la radiació, la mida i la forma de la pols.
- PIXL, un espectròmetre de fluorescència de raigs X per determinar la composició elemental dels materials sobre la superfície de Mart.[8][9]
- SHERLOC, un espectròmetre Raman ultraviolat que utilitza imatges i un làser ultraviolat (UV) per determinar la mineralogia a escala fina.[10][11]

La missió Mars 2020 guardarà mostres que podrien ser retornades en una futura missió per al seu transport a la Terra. Qualsevol pregunta sobre la toxicitat de la pols que encara no s’hagi respost in situ pot ser abordada pels laboratoris de la Terra.

## Observacions

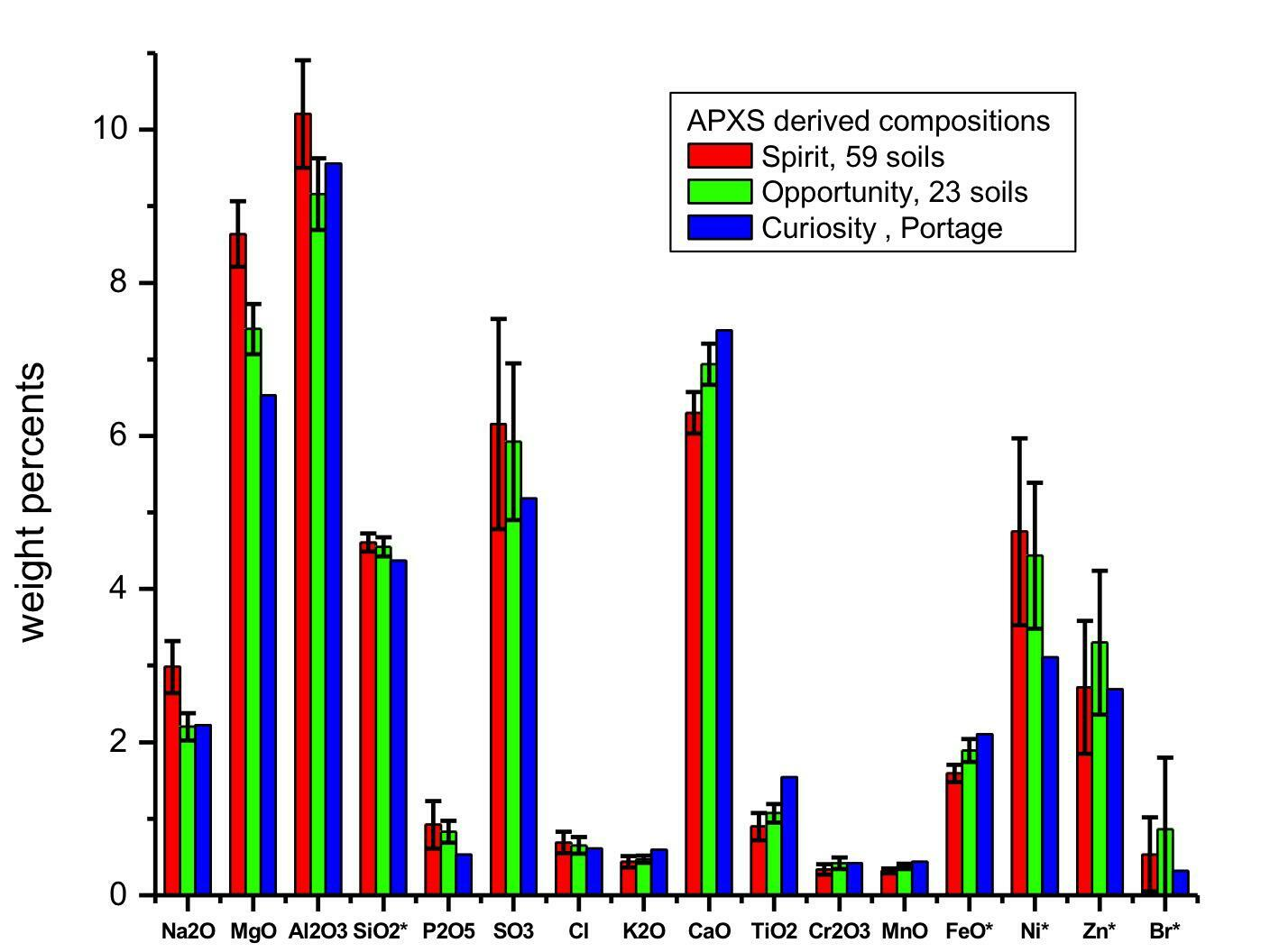
Comparativa de sòls a Mart: mostres del Curiosity, Oportunity i Spirit (3 de desembre de 2012). (SiO ₂ i FeO es divideixen per 10 i Ni, Zn i Br es multipliquen per 100).

Mart està cobert de vastes extensions de sorra i pols i la seva superfície està plena de roques i còdols. La pols de vegades d'escampa per una gran part del planeta en forma de tempestes de pols. La pols de Mart és molt fina i queda prou suspesa a l'atmosfera per donar al cel un to vermellós. La tonalitat vermellosa es deu als minerals de ferro rovellats format fa uns quants milions d'anys quan Mart era càlid i humit, però ara que Mart és fred i sec, l'òxid modern es pot deure a un superòxid que es forma sobre els minerals exposats als raigs ultraviolats a la llum solar. Es creu que la sorra es mou lentament als vents marcians a causa de la densitat molt baixa de l'atmosfera. En el passat, l'aigua líquida que circulava pels barrancs i les valls dels rius pot haver configurat el regolit marcià. Els investigadors de Mart estan estudiant si l'assecat de les aigües subterrànies està configurant el regolit marcià en l'època actual i si hi ha hidrats de diòxid de carboni a Mart i hi tenen algun paper.

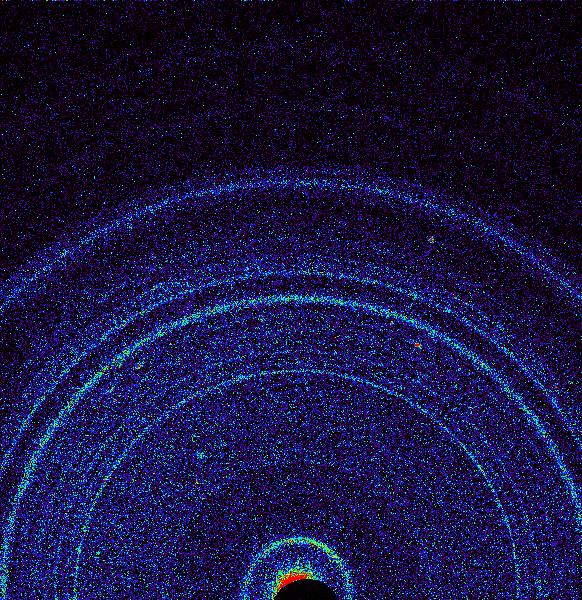
Primera visió per difracció de raigs X del sòl marcià : l'anàlisi CheMin revela feldespat, piroxens, olivina, entre d'altres (Curiosity a "Rocknest", 17 d'octubre de 2012).

Es creu que hi ha grans quantitats d'aigua i diòxid de carboni que romanen congelats dins del regolit a les zones equatorials de Mart i a la seva superfície a latituds més altes. Segons el Detector de Neutrons d'Alta Energia del Mars Odyssey, el contingut d'aigua del regolit marcià és de fins al 5% en pes. La presència d'olivina, que és un mineral primari fàcilment meteoritzable, significa que els processos de meteorització física i no química dominen actualment a Mart. Es creu que les altes concentracions de gel als sòls són la causa de la fluïdesa accelerada del sòl, que forma el terreny arrodonit característic de les latituds mitjanes marcianes.
El juny de 2008, la sonda Phoenix va retornar dades que mostraven que el sòl marcià era lleugerament alcalí i que contenia nutrients vitals com magnesi, sodi, potassi i clorur, tots ells ingredients perquè els organismes vius creixin a la Terra. Els científics van comparar el sòl proper al pol nord de Mart amb el dels jardins del jardí de la Terra i van concloure que podria ser adequat per al creixement de les plantes. No obstant això, a l'agost de 2008, la Phoenix va dur a terme experiments químics senzills, barrejant aigua de la Terra amb sòl marcià en un intent de provar el seu pH i va descobrir traces del perclorat de calci, alhora que va confirmar les teories de molts científics que la superfície marciana era bàsica. La presència del perclorat fa que el sòl marcià sigui més exòtic del que es creia anteriorment. Es van fer proves addicionals per eliminar la possibilitat que les lectures del perclorat fossin causades per fonts terrestres, que aleshores es creia que podrien haver migrat des de la nau espacial a mostres o a la instrumentació, però totes les sondes ho han confirmat.
Tot i que fins ara no s'ha pogut saber gaire cosa del sòl marcià, la seva diversitat pot plantejar la qüestió de com podem comparar-lo amb els nostre. L'aplicació d'un sistema basat en la Terra és en gran part discutible, però una opció senzilla és distingir la Terra biòtica de l'Sistema Solar abiòtic i incloure tots els sòls no terrestres (astrosòls) en una nova base mundial de referència per al grup de referència de recursos del sòl o taxonomia del sòl de l'USDA.
El 17 d'octubre de 2012, l'astromòbil Curiosity, a Rocknest, va es va realitzar la primera anàlisi de difracció de raigs X del sòl marcià. Els resultats van revelar la presència de diversos minerals, inclosos feldespats, piroxens i olivina, i van suggerir que el sòl marcià de la mostra era similar als sòls basàltics resistits dels volcans hawaians. Les cendres volcàniques hawaianes han estat utilitzades com a simulant de regolits marcians per investigadors des del 1998.
Al desembre de 2012, científics que treballaven a la missió Mars Science Laboratory van anunciar que una anàlisi extensa del sòl marcià realitzada del Curiosity va mostrar evidències d'molècules d'aigua, sofre i clor, així com indicis de compostos orgànics. Tot i així, no es va poder descartar la contaminació terrestre, com a font dels compostos orgànics.
El 26 de setembre de 2013, científics de la NASA van informar que el Curiosity va detectar aigua "abundant i fàcilment accessible" (entre un 1,5 i un 3% en pes) en mostres de sòl a la regió Rocknest d'Aeolis Palus, al cràter Gale. A més, la NASA va informar que havien trobat dos tipus de sòl: un de gra fi tipus mafic i un de gra gruixut tipus felsic. El tipus màfic, similar a altres sòls marcians i pols marciana, es va associar a la hidratació de les fases amorfes del sòl. La NASA també va informar que a la roca Jake M era una mugearita i molt similar a les roques mugearites terrestres.

L'11 d'abril de 2019, la NASA va anunciar que el Curiosity va estudiar de prop una unitat portadora d'argila que, segons el director de projecte, era una "fita important" en ' viatge de Curiosity fins a Mont Sharp.

Terreny Sutton Inlier a Mart: objectiu del làser de ChemCam - Rover Curiosity (11 de maig de 2013).
El Curiosity va perforar una unitat d'argila.[33]

## Pols atmosfèrica
La pols marciana té la característica s’assentar-se de l'atmosfera abans que ho faria a la Terra. Per exemple, la pols suspesa per les tempestes de pols de 2001 a Mart només va romandre a l'atmosfera marciana durant 0,6 anys, mentre que la pols del mont Pinatubo (a la Terra) va trigar uns dos anys a assentar-se. No obstant això, en les actuals condicions, els moviments de massa implicats són generalment molt més petits que a la Terra. Fins i tot les tempestes de pols de 2001 a Mart només van moure l'equivalent a una capa de pols molt fina, d'aproximadament 3 µm de gruix. La deposició de pols que mouen els astromòbils s'ha produït a una velocitat aproximada del gruix d'un gra cada 100 sols.
La diferència en la concentració de pols a l'atmosfera terrestre i la de Mart prové d'un factor clau. A la Terra, la pols que deixa la suspensió atmosfèrica sol agrupar-se en partícules més grans mitjançant l'acció de la humitat o suspendre's en aigües oceàniques. Cap dels dos processos es produeix a Mart, deixant la pols dipositada disponible per a la suspensió a l'atmosfera marciana. De fet, la composició de la pols atmosfèrica marciana, molt similar a la pols superficial, pot estar dominada volumètricament per compostos de feldespat de plagioclasa i zeolita que poden derivar-se mecànicament de les roques basàltiques marcianes sense alteració química. Les observacions de les trampes magnètiques de pols de Mars Exploration Rovers suggereixen que aproximadament el 45% del ferro elemental de la pols atmosfèrica s’oxida al màxim (3+) i gairebé en la meitat existeix a la titanomagnetita. Col·lectivament, aquestes observacions recolzen l'absència de processos d'agregació de pols impulsats per l'aigua a Mart. A més, l'activitat del vent domina actualment la superfície de Mart i els abundants camps de dunes a Mart poden produir fàcilment partícules en suspensió atmosfèrica a través d'efectes com grans més grans que desagregen les partícules fines a través de col·lisions.
Les partícules de pols atmosfèrica marcianes són generalment de 3µm de diàmetre. És important tenir en compte que, tot i que l'atmosfera de Mart és més prima, Mart també té una acceleració gravitacional menor, de manera que la mida de les partícules que romandran en suspensió no es pot estimar només amb el gruix atmosfèric.
El juliol de 2018, els investigadors van informar que la font més gran de pols del planeta Mart prové de la formació de les Medusae Fossae.
Actualment, la investigació es limita a simular els sòls marcians basant-se en l'anàlisi de les diverses naus espacials de Mart. Es tracta d'un material terrestre que s’utilitza per simular les propietats químiques i mecàniques del regolit marcià per a la investigació, experiments i el desenvolupament de prototips d'activitats relacionades amb el sòl, com ara la mitigació de la pols dels equips de transport, sistemes de suport vital i utilització de recursos in situ.

S’estan planejant diverses missions de retorn de mostres de Mart, que permetrien analitzar el sòl marcià a la Terra, permetent una anàlisi més avançada del que és possible actualment. Això hauria de permetre simulacions encara més precises.

Mart abans i després d'una tempesta de pols. Juliol de 2018.
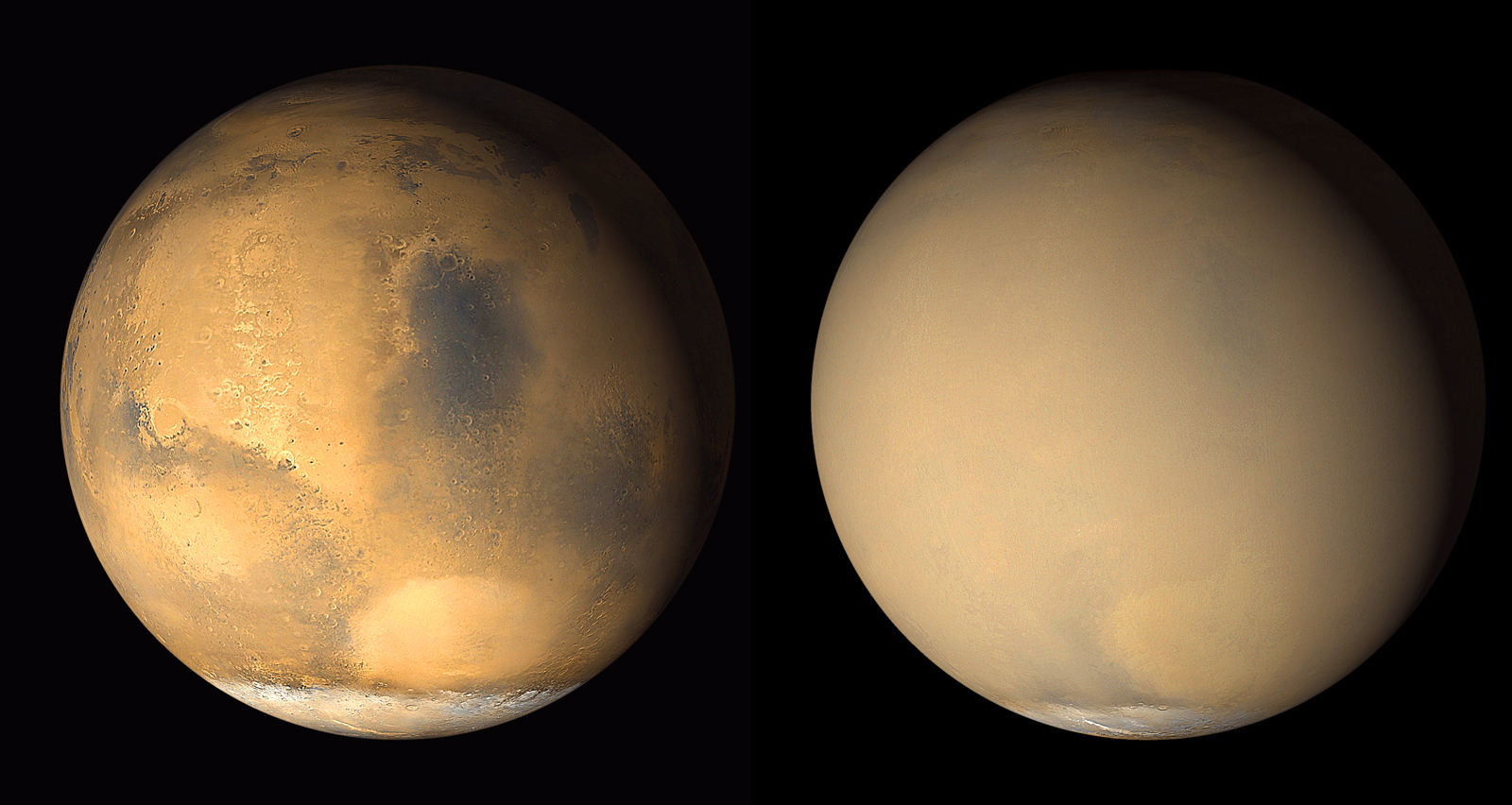
Mart sense tempesta de pols al juny del 2001 (a l'esquerra) i amb una tempesta de pols mundial al juliol del 2001 (a la dreta), tal com es veu al Mars Global Surveyor
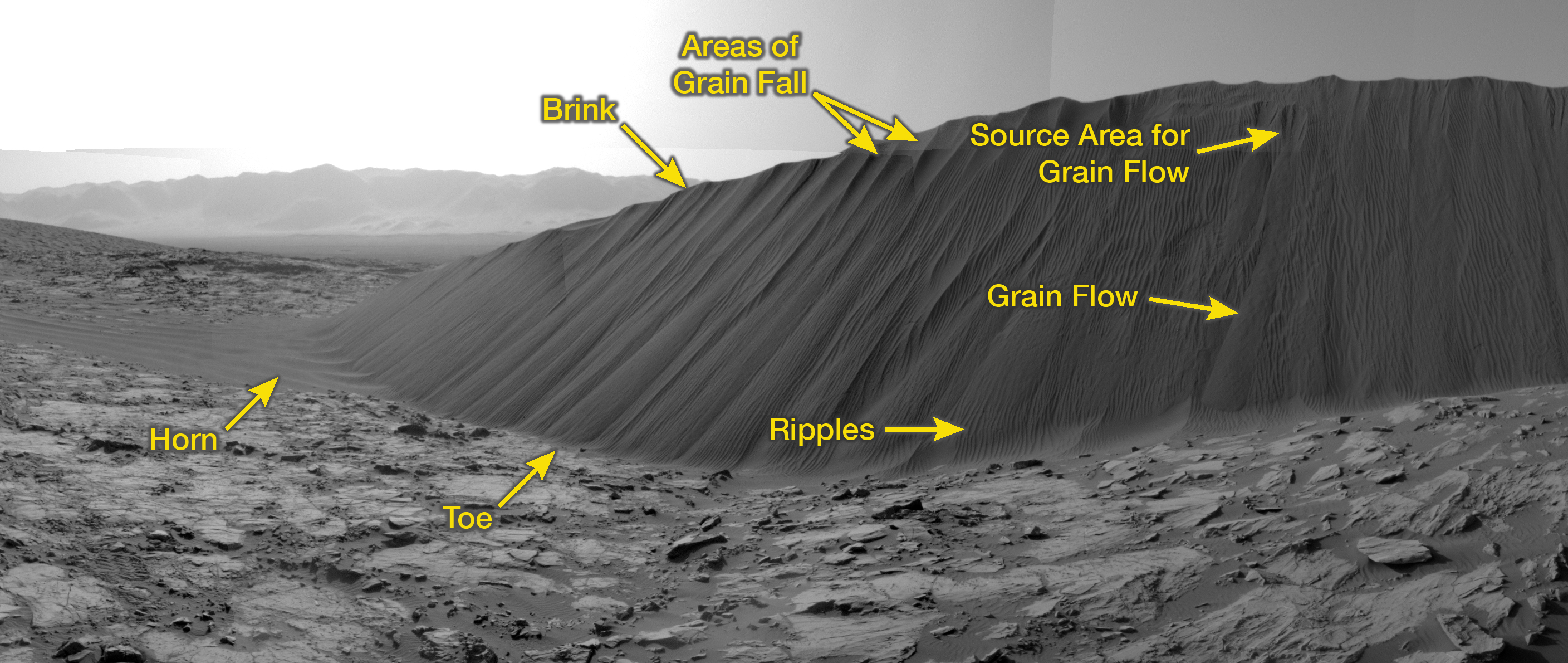
Duna de sorra de Namib a Mart. 17 de desembre de 2015.
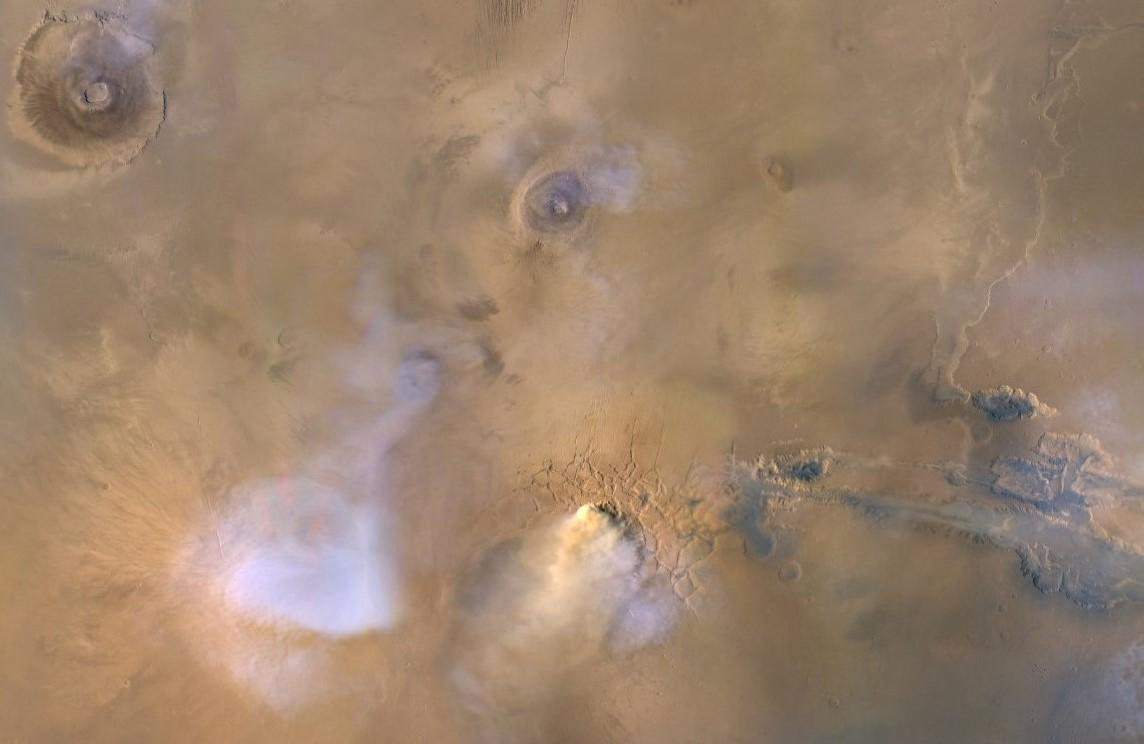
Erosió per tempesta de pols
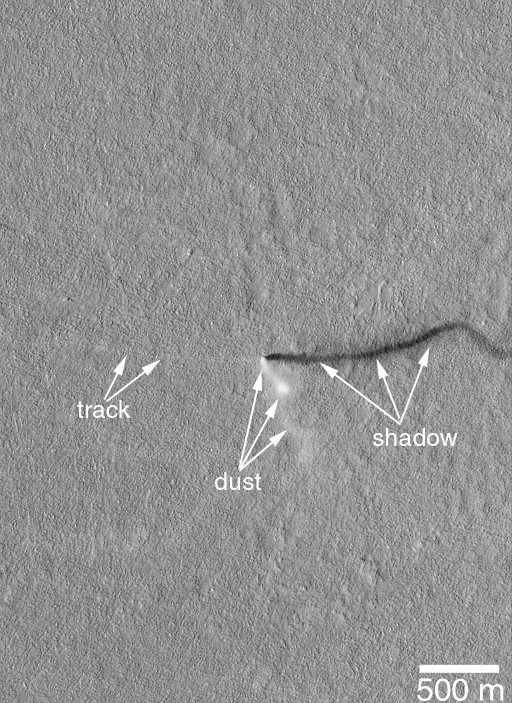
Pols marciana a Amazonis Planitia. 10 d'abril de 2001.vídeo (02:19)
Pols a Mart vist pel Curiosity el 9 d'agost de 2020

## Galeria

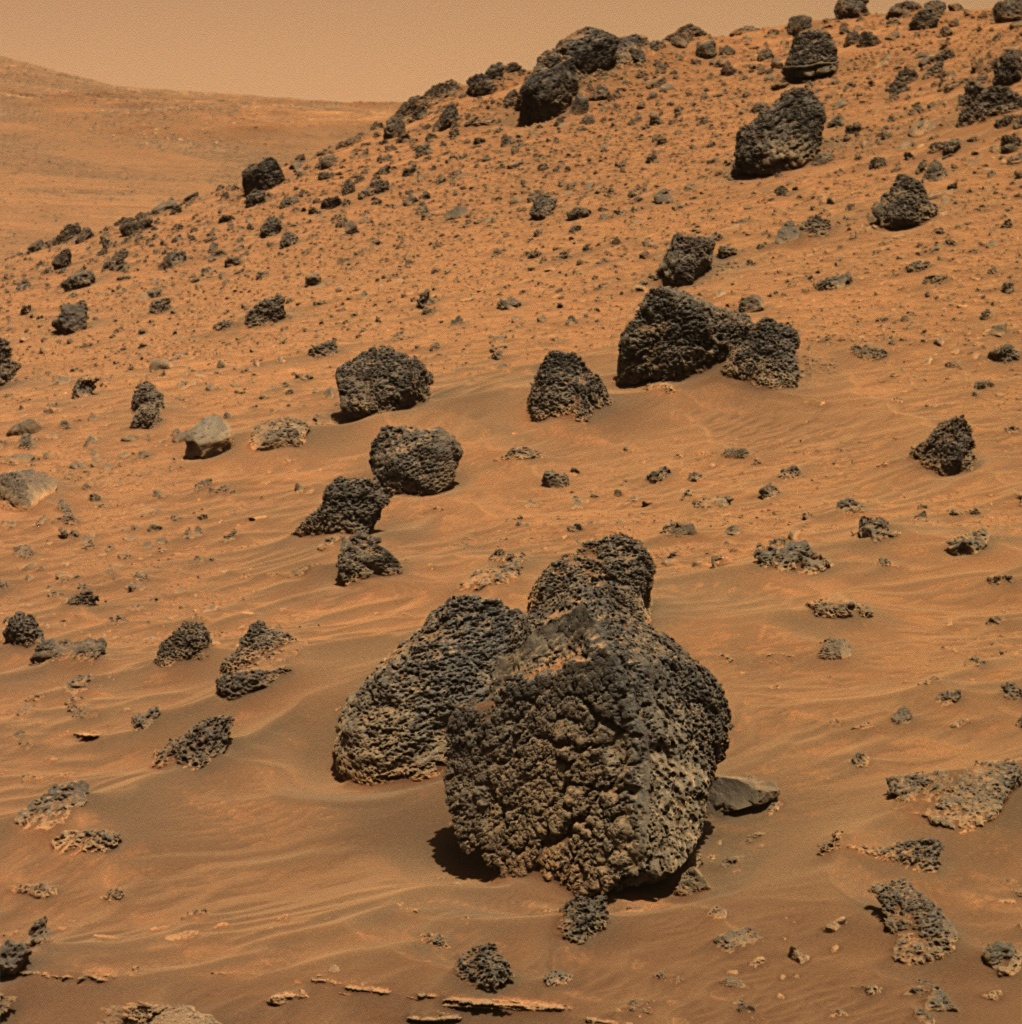
Sorra marciana i còdols fotografiats pel Mars Exploration Rover Spirit de la NASA (13 d'abril de 2006).
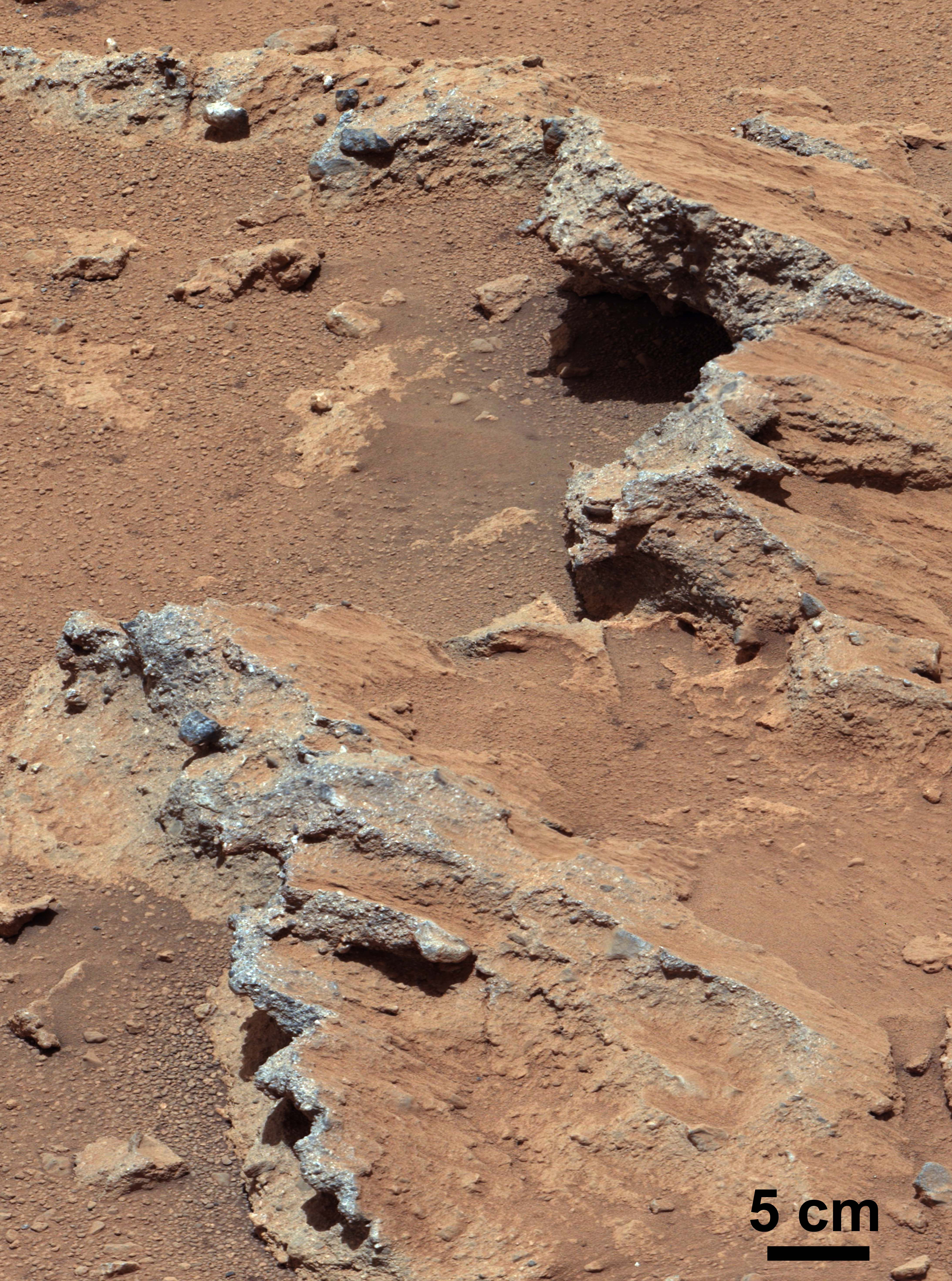
Aflorament de roca "Hottah". 12 de setembre de 2012.
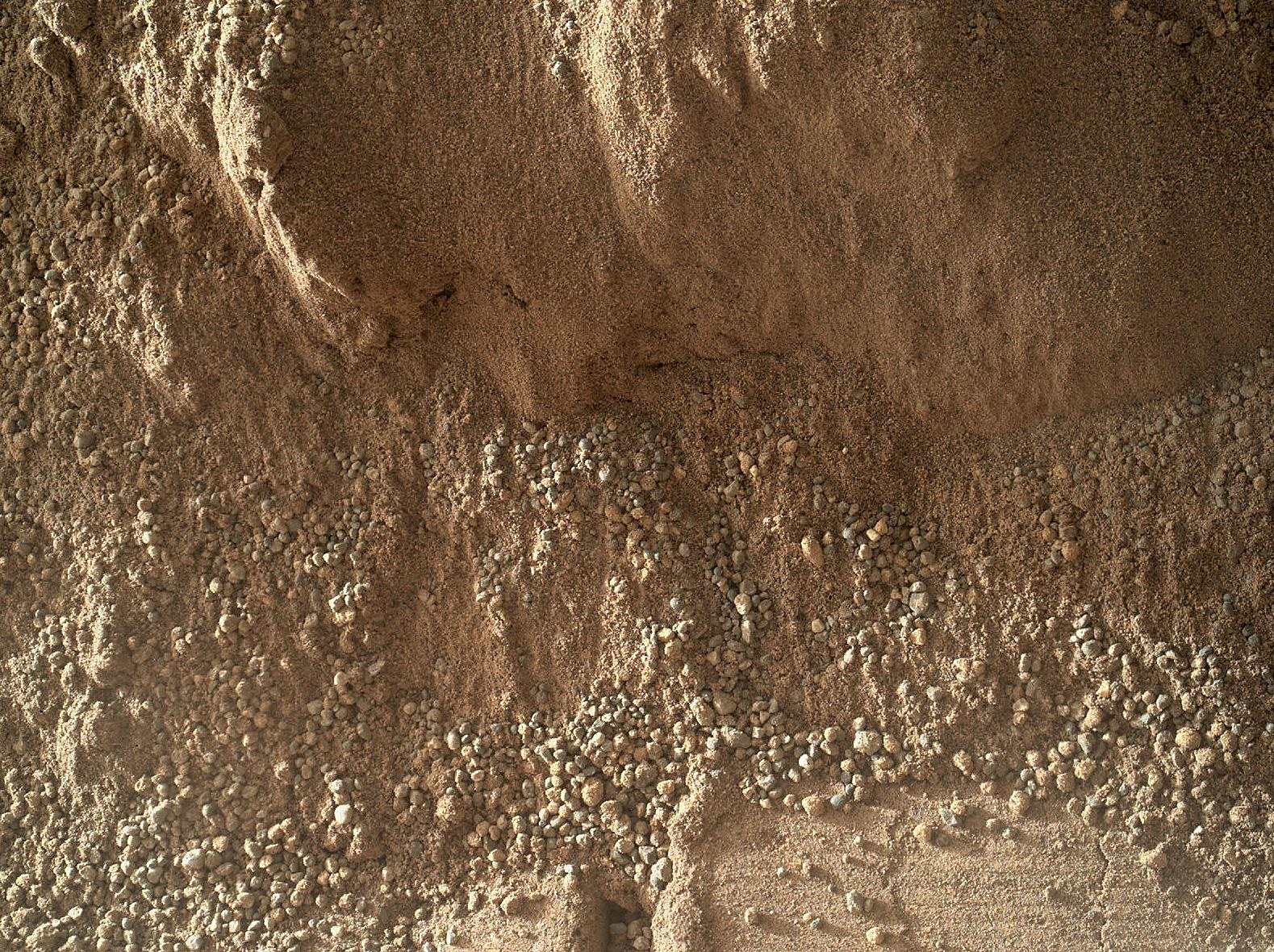
La sorra a Rocknest a Mart: marca de la mà del Curiosity. 4 d'octubre de 2012.
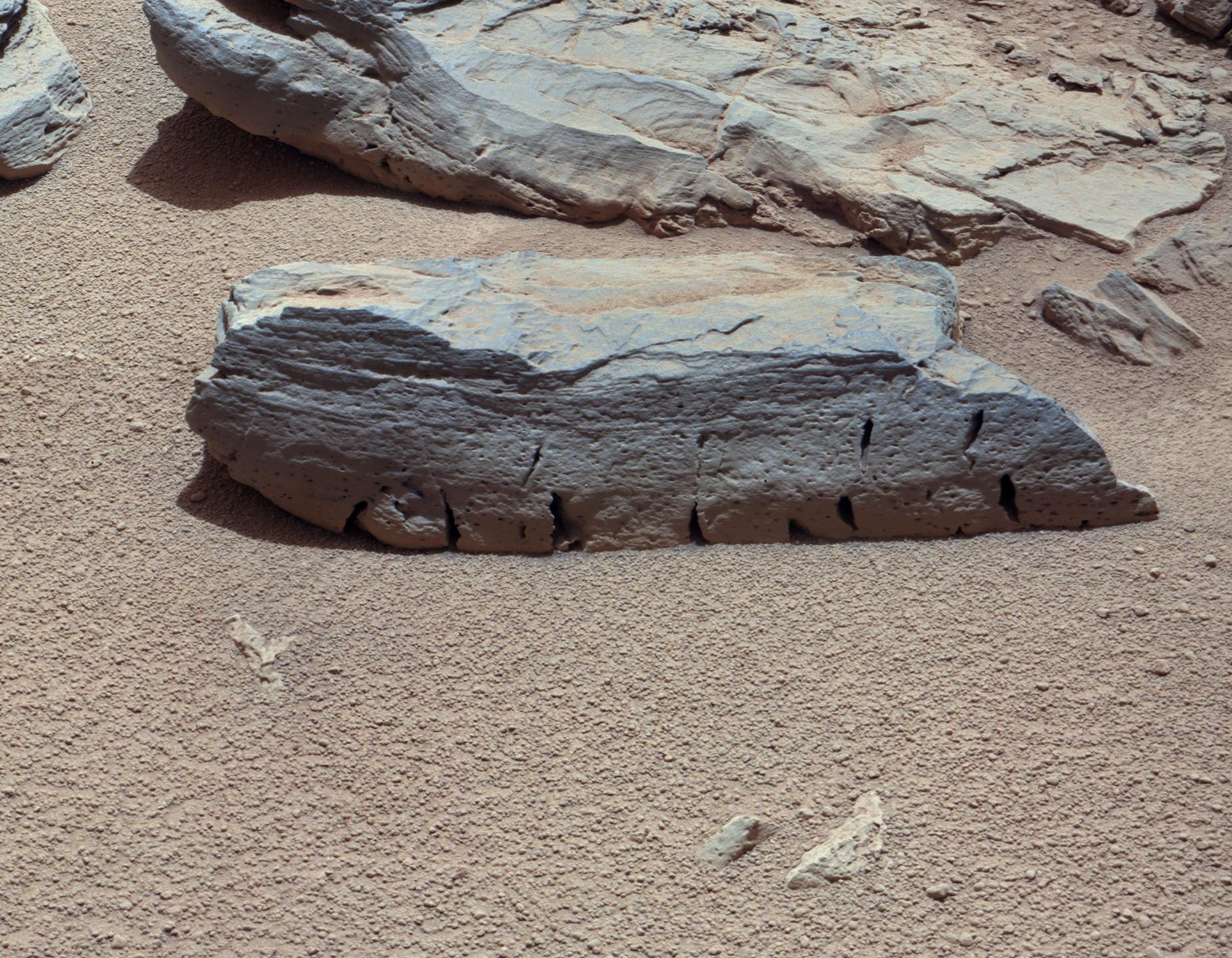
Roca Rocknest 3 a Mart, tal com la veu la MastCam al Curiosity. 5 d'octubre de 2012.
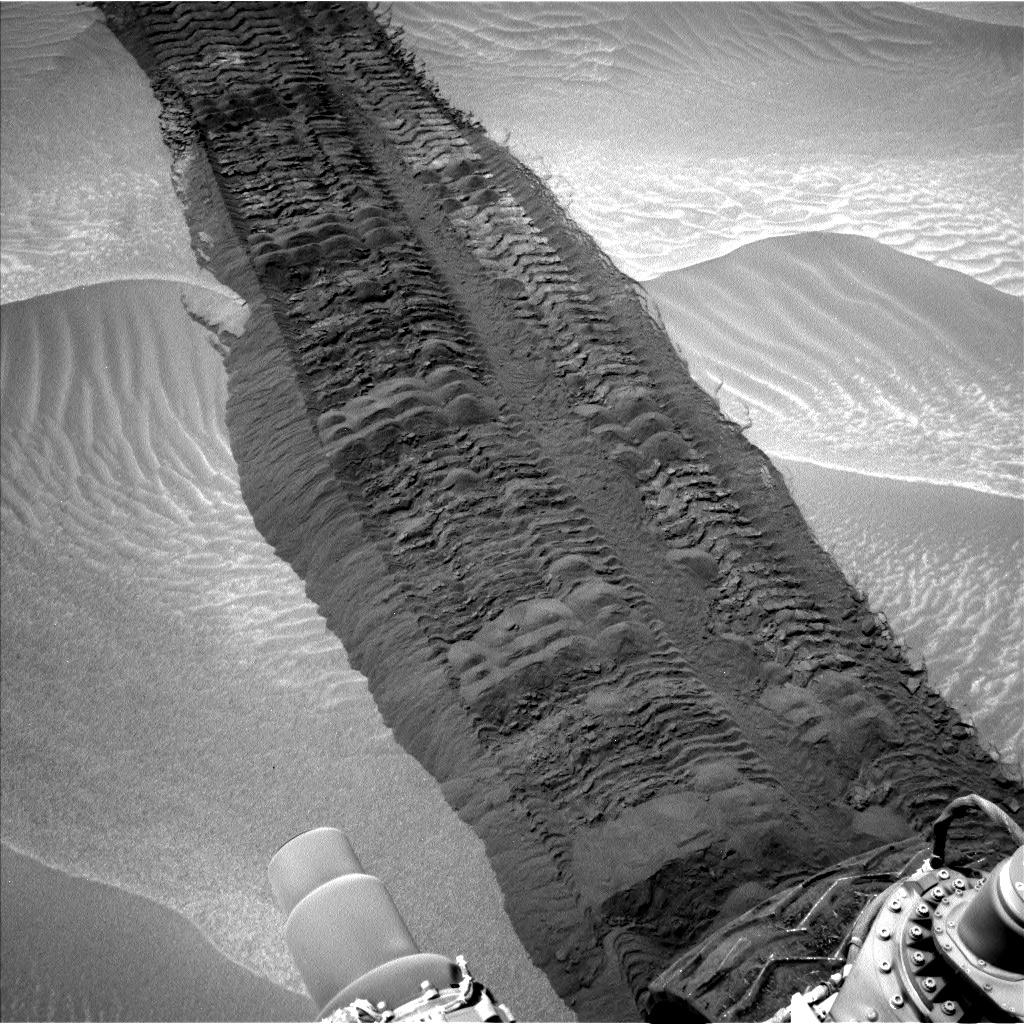
Pistes del rover Curiosity a les sorres de Hidden Valley. 4 d'agost de 2014.
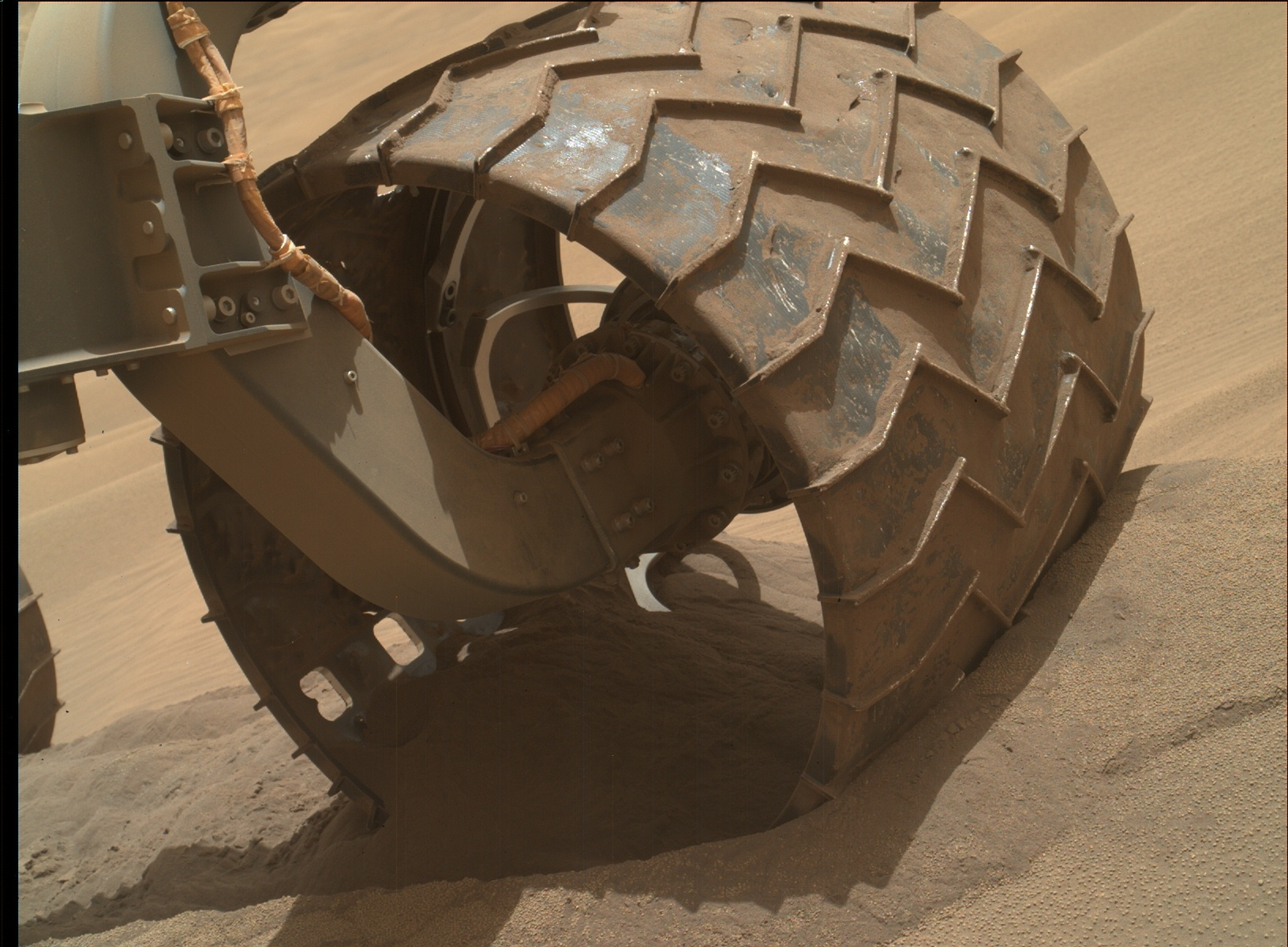
Roda del Curiosity parcialment submergida a la sorra a Hidden Valley. 6 d'agost de 2014.

Sorra movent-se a Mart. 23 de gener de 2017.
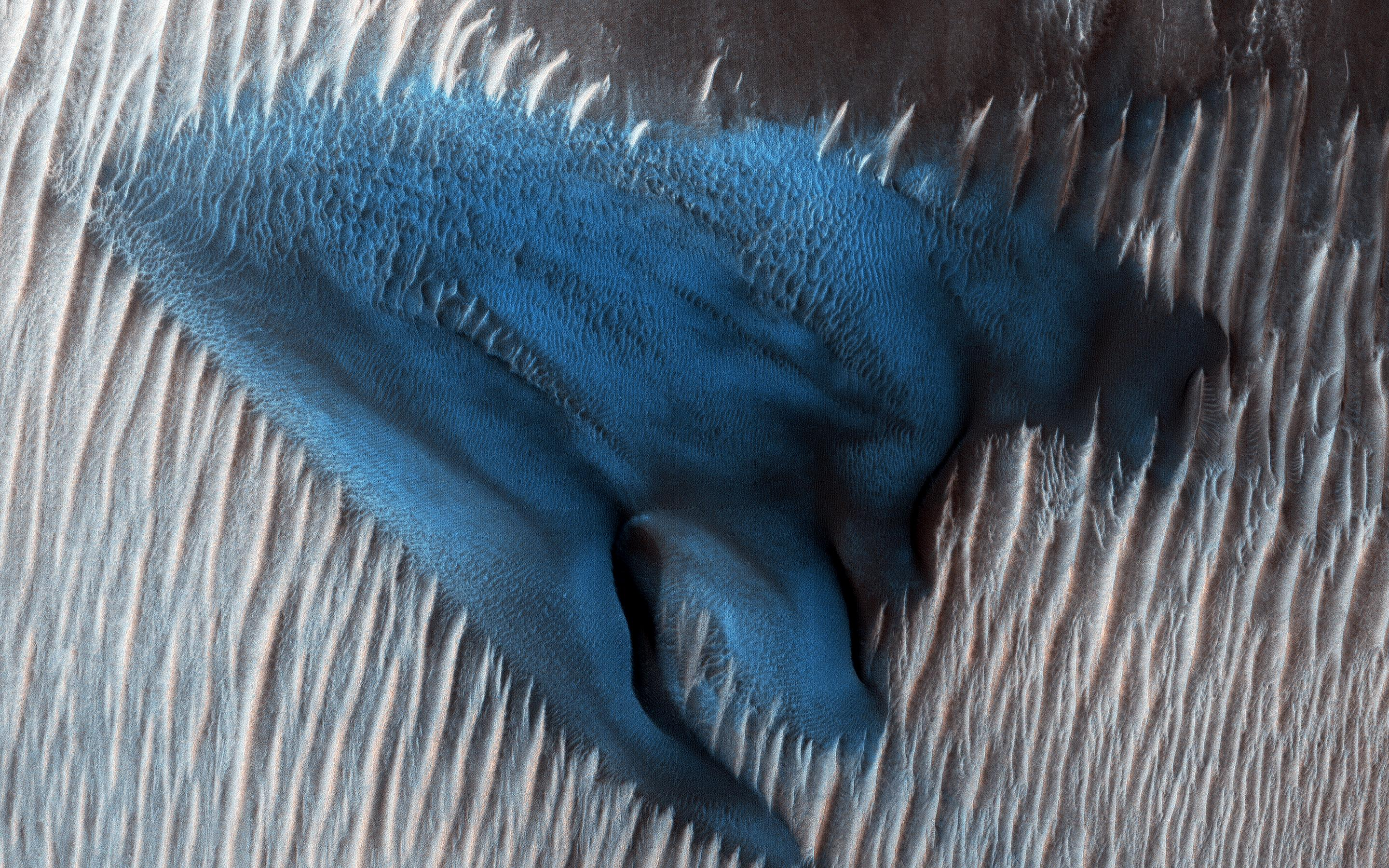
Duna blava a Mart. 24 de gener de 2018.
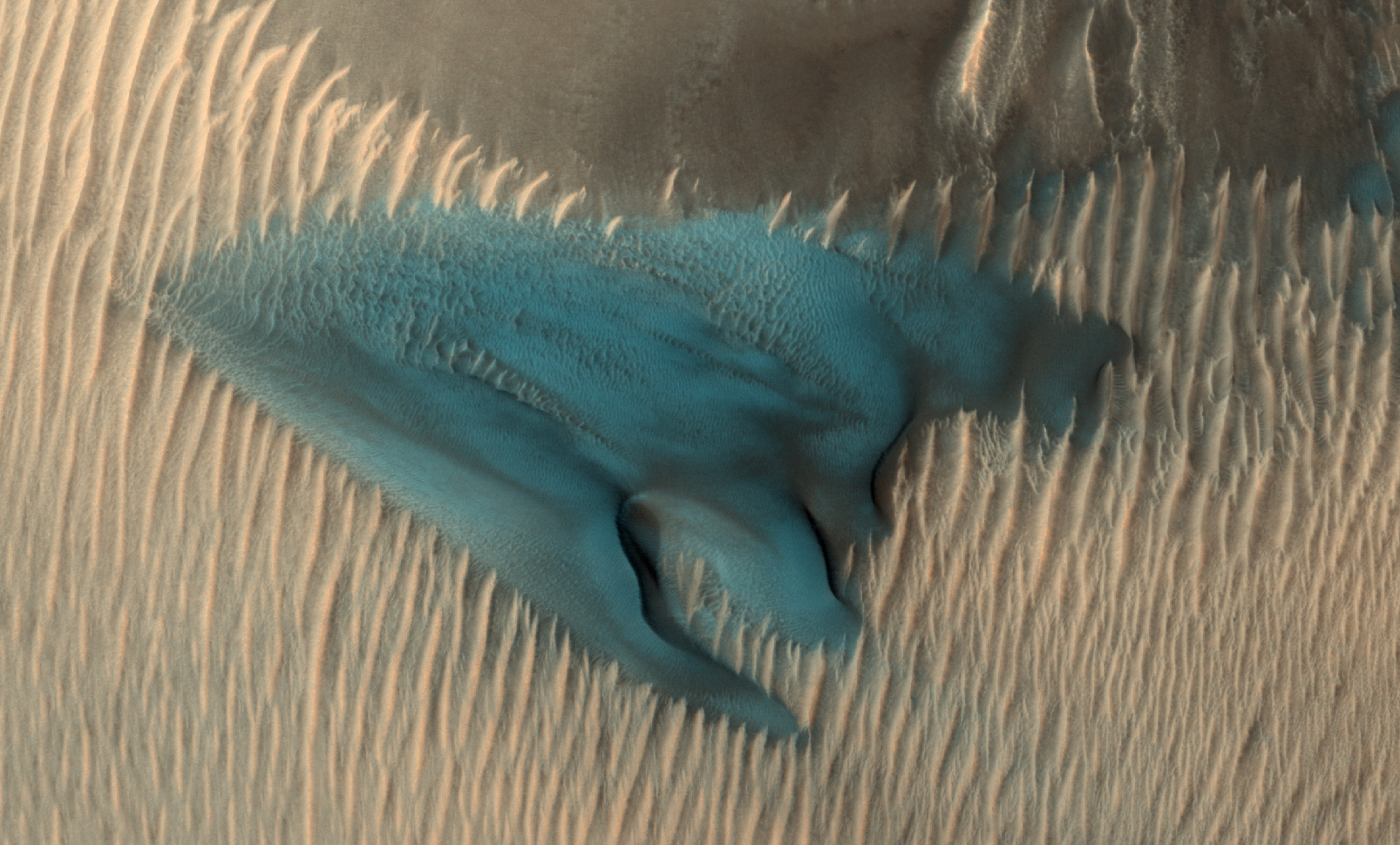
Duna blava a Mart. 24 de gener de 2018.